# Cantone di Beaumont-sur-Sarthe
Il Cantone di Beaumont-sur-Sarthe era una divisione amministrativa dell'arrondissement di Mamers.
È stato soppresso a seguito della riforma complessiva dei cantoni del 2014, che è entrata in vigore con le elezioni dipartimentali del 2015.
Comprendeva i comuni di:
- Assé-le-Riboul
- Beaumont-sur-Sarthe
- Chérancé
- Coulombiers
- Doucelles
- Juillé
- Maresché
- Piacé
- Saint-Christophe-du-Jambet
- Saint-Germain-sur-Sarthe
- Saint-Marceau
- Ségrie
- Le Tronchet
- Vernie
- Vivoin